# Foguete de sondagem

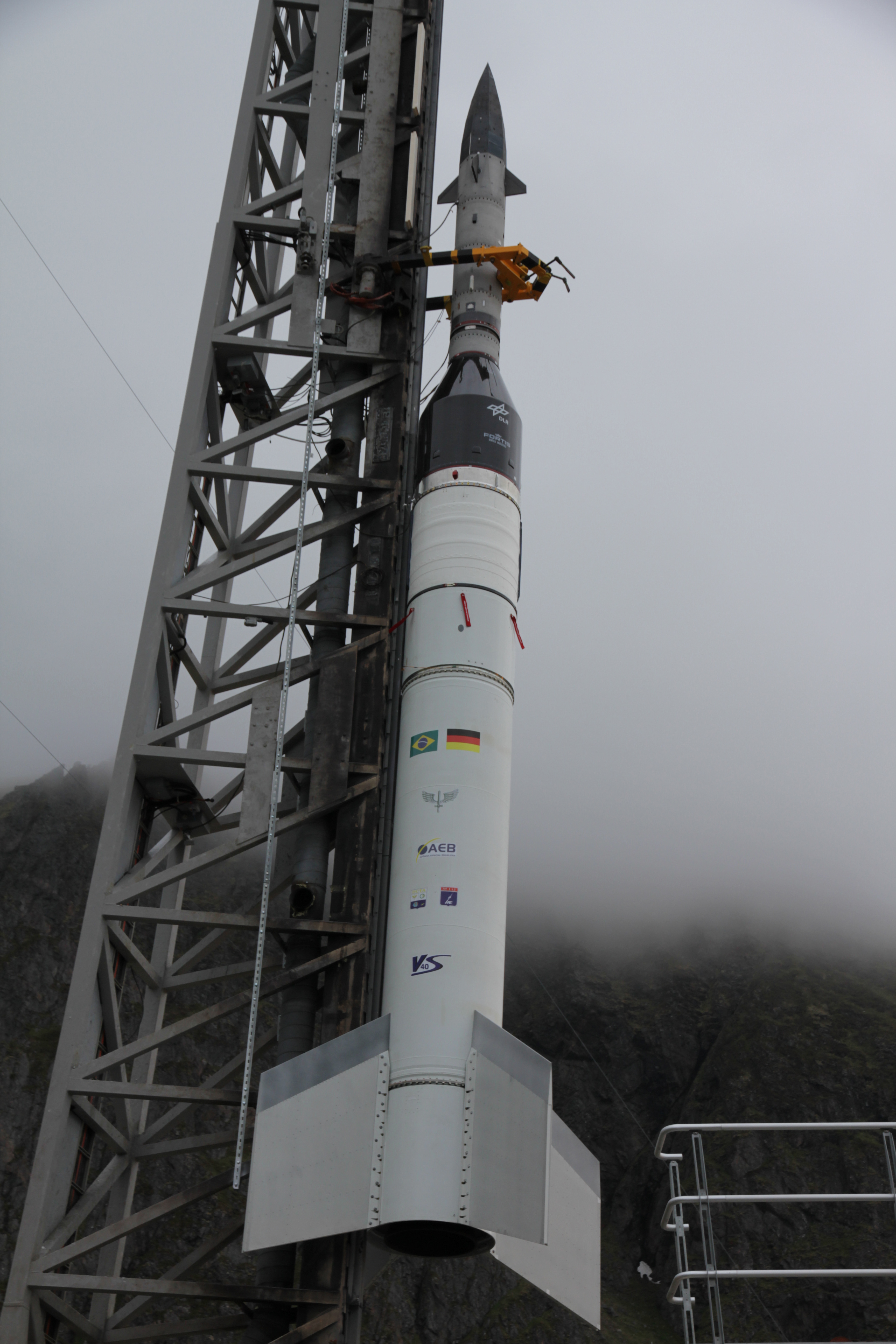
O experimento SHEFEX 2 da DLR, no topo de um foguete de sondagem Brasileiro VS-40M preparado para o lançamento.

Um foguete de sondagem, às vezes chamado de foguete de pesquisa ou foguete-sonda, é um foguete usado como meio de transporte de instrumentos concebidos para efetuar medições e realizar experimentos científicos durante o voo sub-orbital.

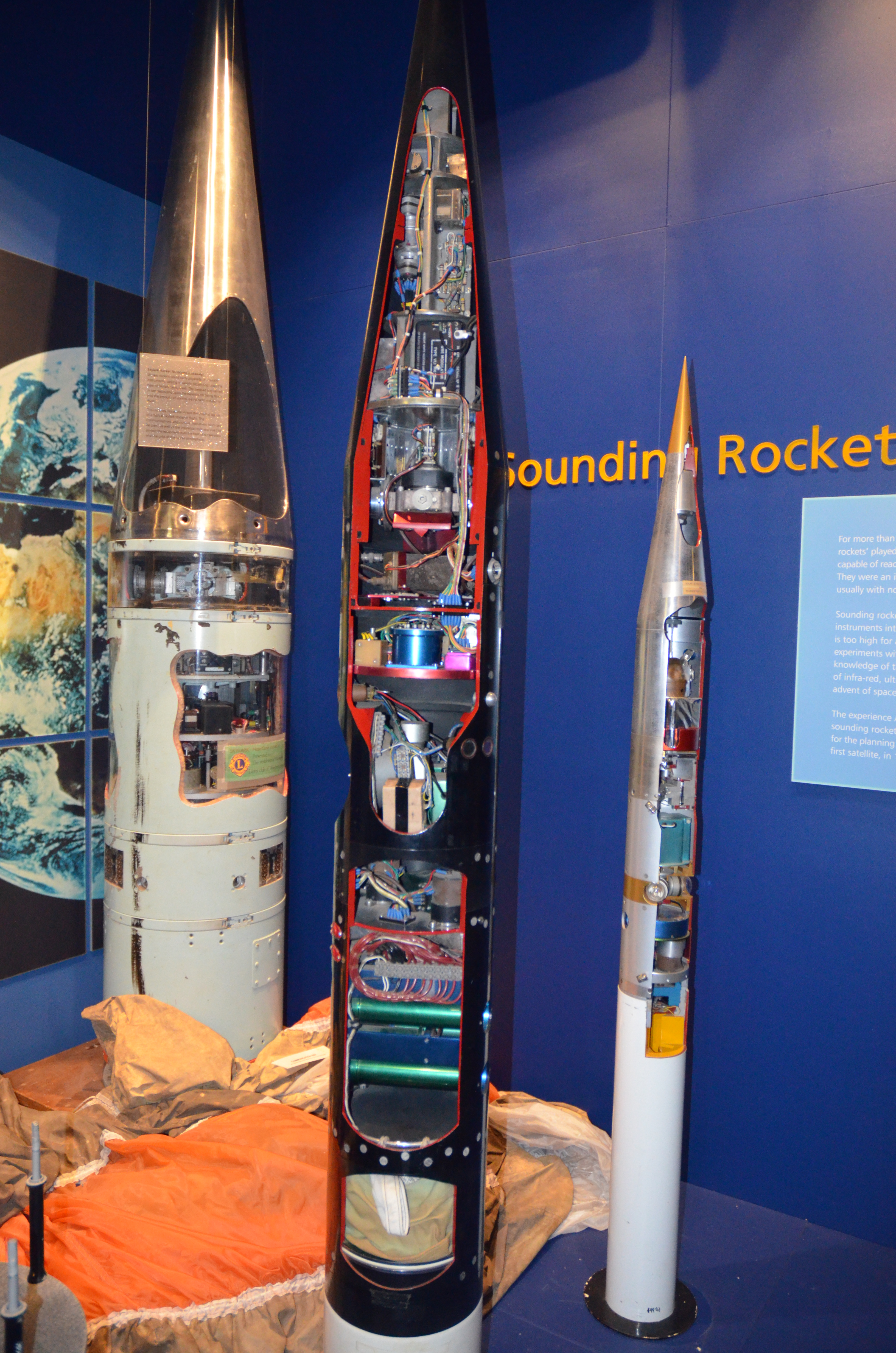
Exemplos de carga útil para foguetes de sondagem.

Os foguetes de sondagem são usados para transportar os instrumentos à altitudes que variam entre 50 e 1 500 km acima da superfície da Terra, essas altitudes estão geralmente entre as atingidas por balões meteorológicos e as atingidas por satélites (a altitude máxima de balões é de cerca de 40 km e o mínimo de satélites é de aproximadamente 120 km).
Uma outra característica que diferencia os experimentos feitos usando foguetes de sondagem, dos feitos a partir de balões ou satélites, é a duração desses experimentos. Como nesse caso, trata-se de um voo sub-orbital, o tempo disponível para a realização dos experimentos, é bem menor do que o disponível quando se usa balões ou satélites. Isso o torna mais empregável.
Alguns foguetes de sondagem, tais como o Black Brant X e XII, tem um apogeu, entre os quilômetros 900 e 1 500; o apogeu máximo de sua classe. Nas suas origens, os foguetes-sonda geralmente usam motores de foguetes militares excedentes. Hoje em dia, eles são desenvolvidos para esta finalidade específica.